# 華盛頓 (北卡羅萊納州)
華盛頓（英語：Washington）是一個位於美國北卡羅萊納州博福特縣的城市。此地為博福特縣的縣治，亦是史上首個以第一任美國總統乔治·华盛顿命名的市鎮。

## 人口
根據2020年美國人口普查的數據，華盛頓的面積為23.37平方千米，當中陸地面積為21.21平方千米，而水域面積為2.16平方千米。當地共有人口9875人，而人口密度為每平方千米423人。